# III. Ottó braunschweig-harburgi herceg
III. Ottó braunschweig-harburgi herceg (Harburg, 1572. március 20. – Harburg, 1641. február 25.) Észak-Frízföldi Hedvig és II. Ottó braunschweig-harburgi herceg fia. 1606 és 1641 közt volt Braunschweig-Harburg hercege.